# Gries-Quirein

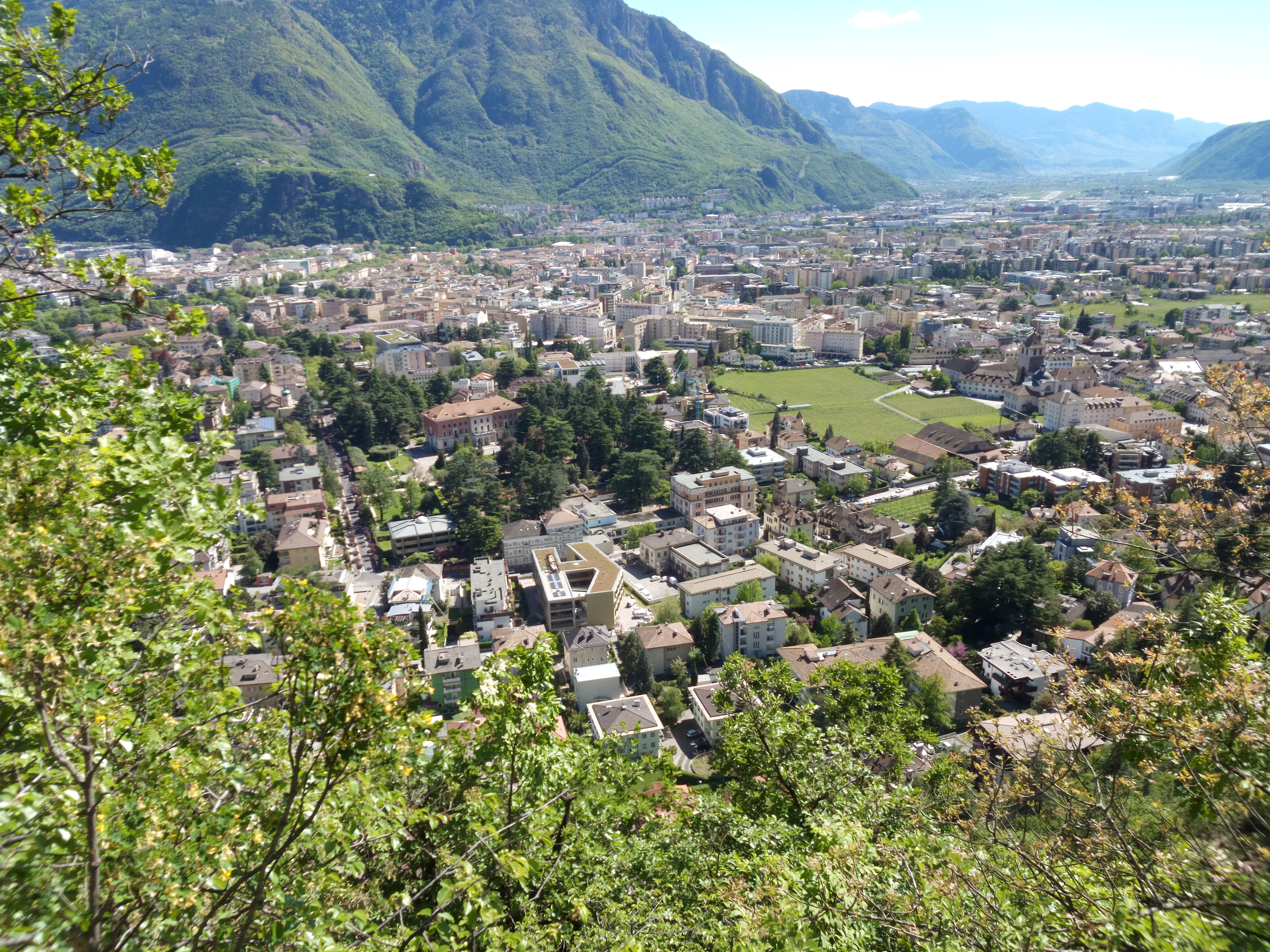
Gries-Quirein vom Guntschnaberg Richtung Süden

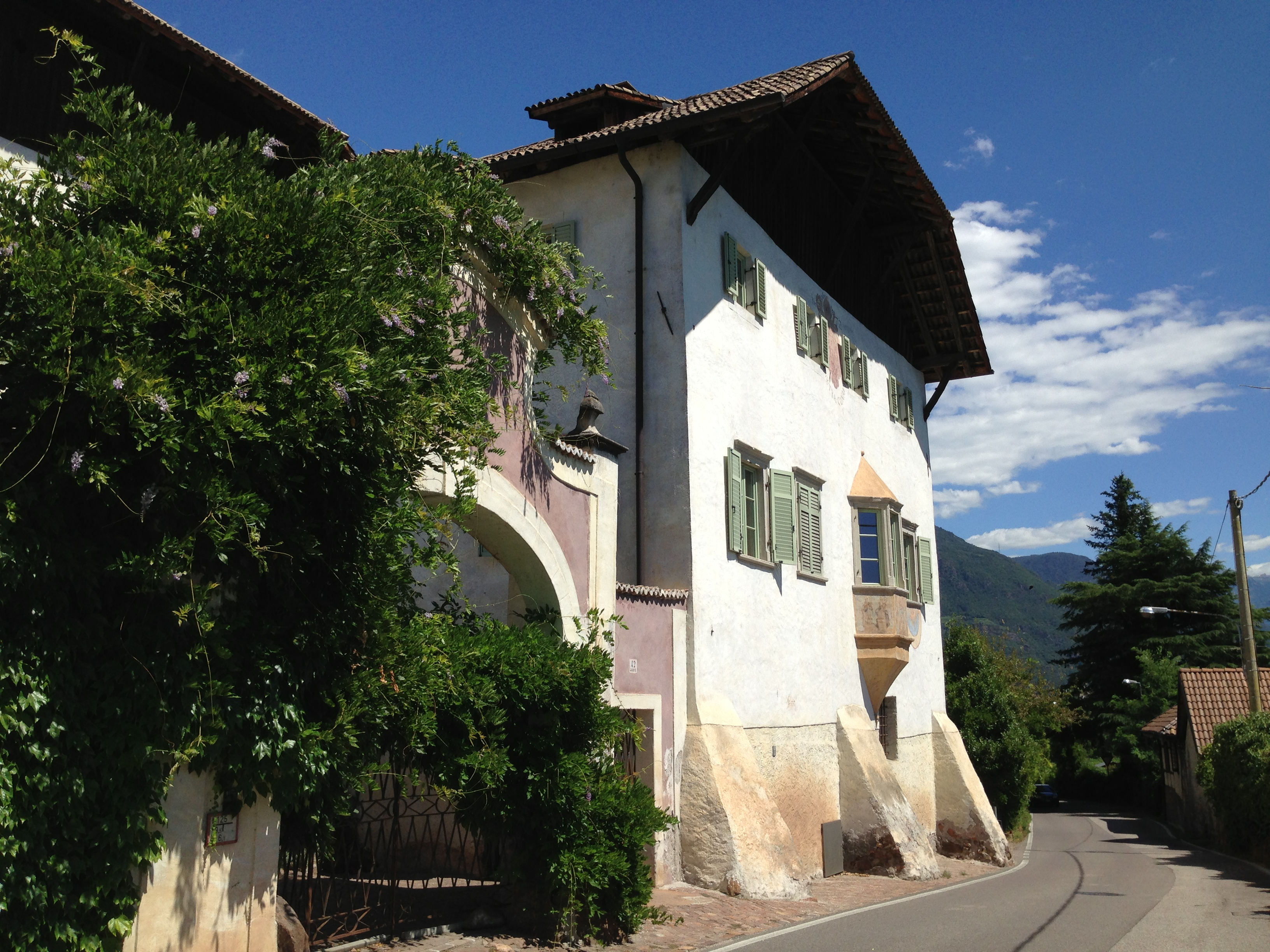
Der alte Weinhof Anreiter in Moritzing

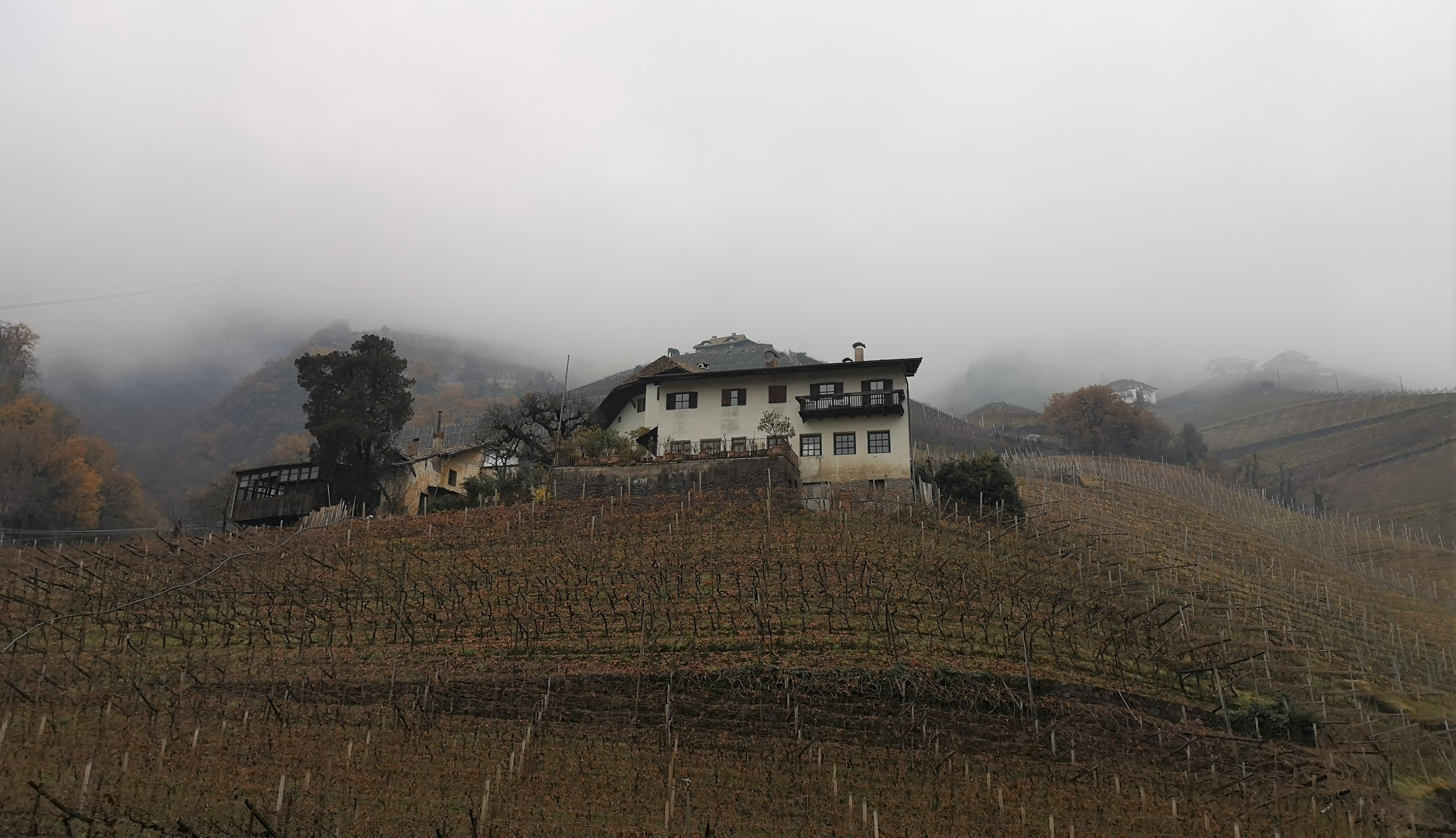
Hof Kellermann im Viertel Sand

Gries-Quirein (italienisch Gries-San Quirino, Aussprache zweisilbig als Gri-es /griːəs/) ist eines der fünf Stadtviertel von Bozen, der Landeshauptstadt Südtirols (Italien). Gries-Quirein ist mit 32.105 Einwohnern der bevölkerungsreichste und mit 13,46 km² flächenmäßig zweitgrößte Stadtteil von Bozen.
Das moderne Stadtviertel umfasst wesentliche Teile der alten Landgemeinde bzw. Marktgemeinde Gries (auch Gries bei Bozen), die um die Jahreswende 1925/26 nach Bozen eingemeindet wurde und nach wie vor als Katastralgemeinde existiert.

## Geographie

### Lage
Gries-Quirein liegt im Bozner Talkessel im Etschtal und nimmt den Nordwestteil der Gemeinde Bozen ein. Im Osten bildet der Unterlauf der Talfer die Grenze von Gries-Quirein zum Stadtviertel Zentrum-Bozner Boden-Rentsch. Im Südosten buchtet das Gebiet zum Mündungsbereich der Talfer in den Eisack, der hier eine kurze Wegstrecke die Grenze zum Stadtviertel Oberau-Haslach darstellt, etwas aus. Der Grenzverlauf zum Stadtviertel Europa-Neustift folgt vom Eisack beginnend der Romstraße bis zum Hadrian-Platz und daran anschließend westwärts der Drusus-Allee. In der weiteren Folge bilden die Drusus-Allee und die Sigmundskroner Straße die Südgrenze zum Stadtviertel Don Bosco. An der Etsch erreicht Gries-Quirein die westliche Grenze zur Überetscher Gemeinde Eppan. Im Nordwesten quert die Grenze zur Gemeinde Terlan die flachen landwirtschaftlichen Gründe vor Siebeneich und erreicht das Massiv des Tschögglbergs. Über die Hänge des Guntschnabergs zieht sich nun, nur unterbrochen vom Einschnitt des Fagenbachs, die Nordgrenze zur Gemeinde Jenesien mit der Erhebung des Alten hin, welche sich weiter bis Rafenstein in den Eingangsbereich des Sarntals erstreckt. Dort erreicht Gries-Quirein wieder die Talfer, die flussabwärts größtenteils (mit der Ausnahme von Ried) bis zum Erreichen des eigentlichen Stadtgebiets bei St. Anton die Grenze zur Gemeinde Ritten bildet.

### Katastralgemeinde und Stadtviertel
Die Katastralgemeinde Gries entspricht dem Gebiet der historischen Gemeinde Gries und ist somit größer als das heutige Stadtviertel Gries-Quirein. Die Katastralgemeinde umfasst alle Gebiete westlich der Talfer und nördlich des Eisack und deckt damit auch die später gebildeten Viertel Don Bosco-Neugries und Europa-Neustift ab.

### Gliederung des Stadtviertels
Zu Gries-Quirein gehören die Ortsteile Gries, Fagen, Moritzing, Guntschnaberg, St. Georgen, Sand, Quirein sowie Teile der Kaiserau/Sigmundskron. Heute in Vergessenheit geraten sind die alten Ortsteilnamen Hof (das Gebiet um den Grieser Platz mit der ehemaligen Kapelle St. Jakob am Hof), Severs (heutiges Fagen) und Russan bzw. Haimgarten (beide heutiges Moritzing). Alte Grieser Höfe – gelegen teilweise im Talboden, teilweise in Streulage am Guntschnaberg, im Sand und auf St. Georgen – sind Altmessner (am Grieser Platz), Anich, Anreiter, Baumann, Bühler, Fingeller in Sand, Föhrner, Fuchs in Tschams (Fuchs im Loch), Georgenhof, Hütter (Unter- und Oberhütter), Kellermann, Köfele, Kofler auf Zeslar (Ansitz Rundenstein), Kreuzbichl, Kugler, Mantsch, Mauracher, Migele, Möckl, Moosbauer, Nusser, Paschg, Perl, Polein, Posch, Ramer, Rametitsch (Rottensteiner), Riegler am Ort (Welscher Winkel), Sand (Eibischgries), Schallbauer, Schliefer, Schmid-Oberrautner, Sichtmann, Steger, Steinwender, Taber, Taschler, Thurner, Winterle und Zeiler.

### Gries
Das „eigentliche“ Gries ist die Gegend um den weitläufigen Grieser Platz, das frühere Viertel Hof und den historischen Mittelpunkt der alten Landgemeinde.

### Quirein
Der Stadtteil Quirein erstreckt sich von der Talferbrücke flussabwärts am rechten Ufer der Talfer und trägt seinen Namen von der mittelalterlichen Quirinuskapelle, die innerhalb der ehemaligen Besitzungen von Kloster Tegernsee errichtet worden war. Er umfasst somit den südöstlichen Teil des Stadtviertels Gries-Quirein bis zur Einmündung der Talfer in den Eisack.

### Moritzing
Moritzing im Westen des heutigen Stadtviertels ist ein ländlich geprägtes Gebiet mit landwirtschaftlichen Betrieben, die überwiegend Weinbau betreiben. Der Name leitet sich von der romanischen Kirche St. Mauritius ab, die in der Gotik und im Barock stark umgebaut wurde, von der aber noch die freskierte romanische Apsis erhalten ist. Als mächtiger alter Weinhof sticht der unmittelbar neben der Kirche gelegene Anreiterhof aus dem 16. Jahrhundert hervor, der Besitz der Kurie Bozen-Brixen ist.
In Moritzing befinden sich das Regionalkrankenhaus Bozen, das Universitäre Ausbildungszentrum für Gesundheitsberufe Claudiana und die Einsatzzentrale des Landesrettungsdienstes Weißes Kreuz.
1981 stieß man bei Bauarbeiten in Moritzing auf einen wichtigen archäologischen Fund. Dabei handelt es sich um ein Gräberfeld aus der jüngeren Eisenzeit. Die Grabungen wurden 1994 fortgesetzt; insgesamt konnten 32 Brandgräber in Urnen geborgen werden, die sich der Fritzens-Sanzeno-Kultur zuordnen lassen. Die teilweise sehr reichhaltigen Gräber gaben wichtige Aufschlüsse zu den Gebrauchsgegenständen und der Tracht der damaligen Bevölkerung. Die Funde datieren in das 5. bis frühe 3. Jahrhundert vor Christus.

## Geschichte

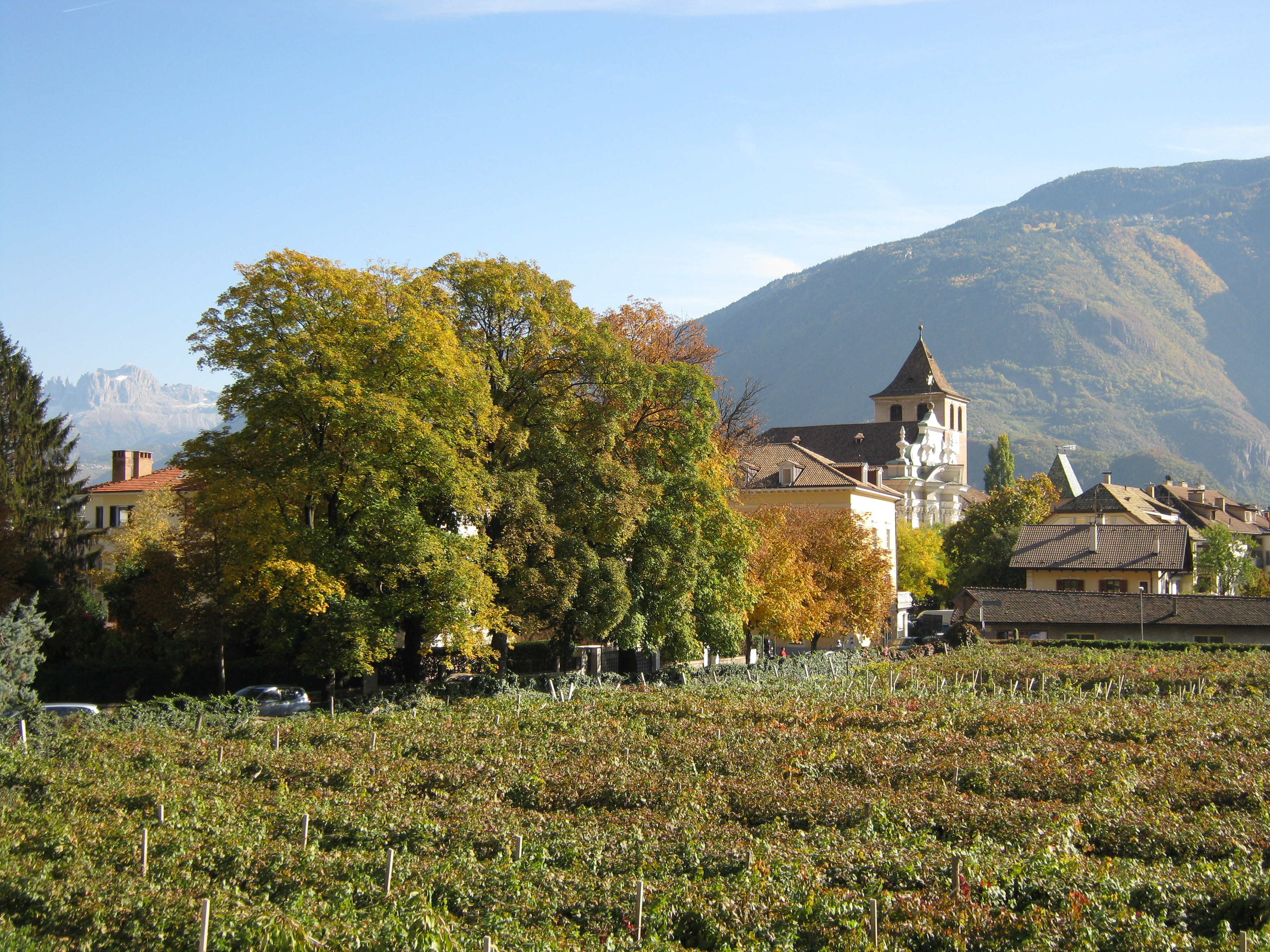
Grieser Weingärten vor der Stiftskirche Muri-Gries (Perl-Hof)

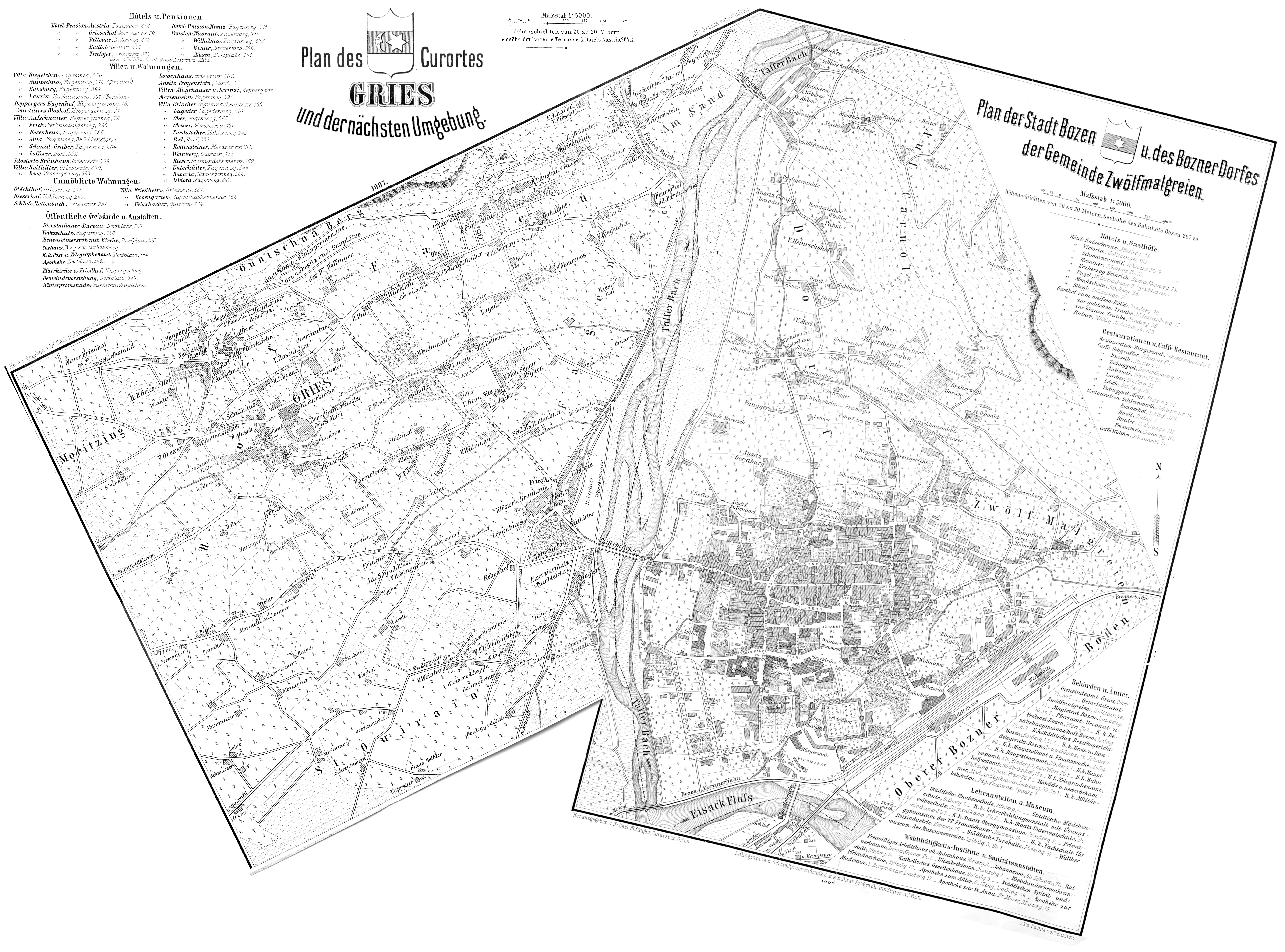
Plan des Kurorts Gries mit Gebäudenamen (Collage von zwei Plänen aus einem Fremdenführer von 1887)

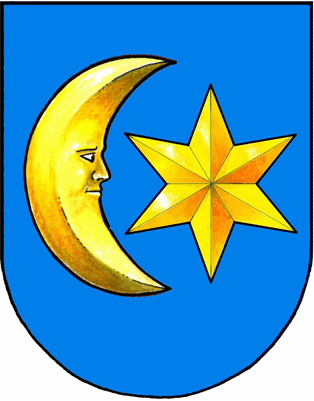
Wappen der ehemaligen Marktgemeinde Gries mit dem gesichteten Mond und dem sechsstrahligen Stern

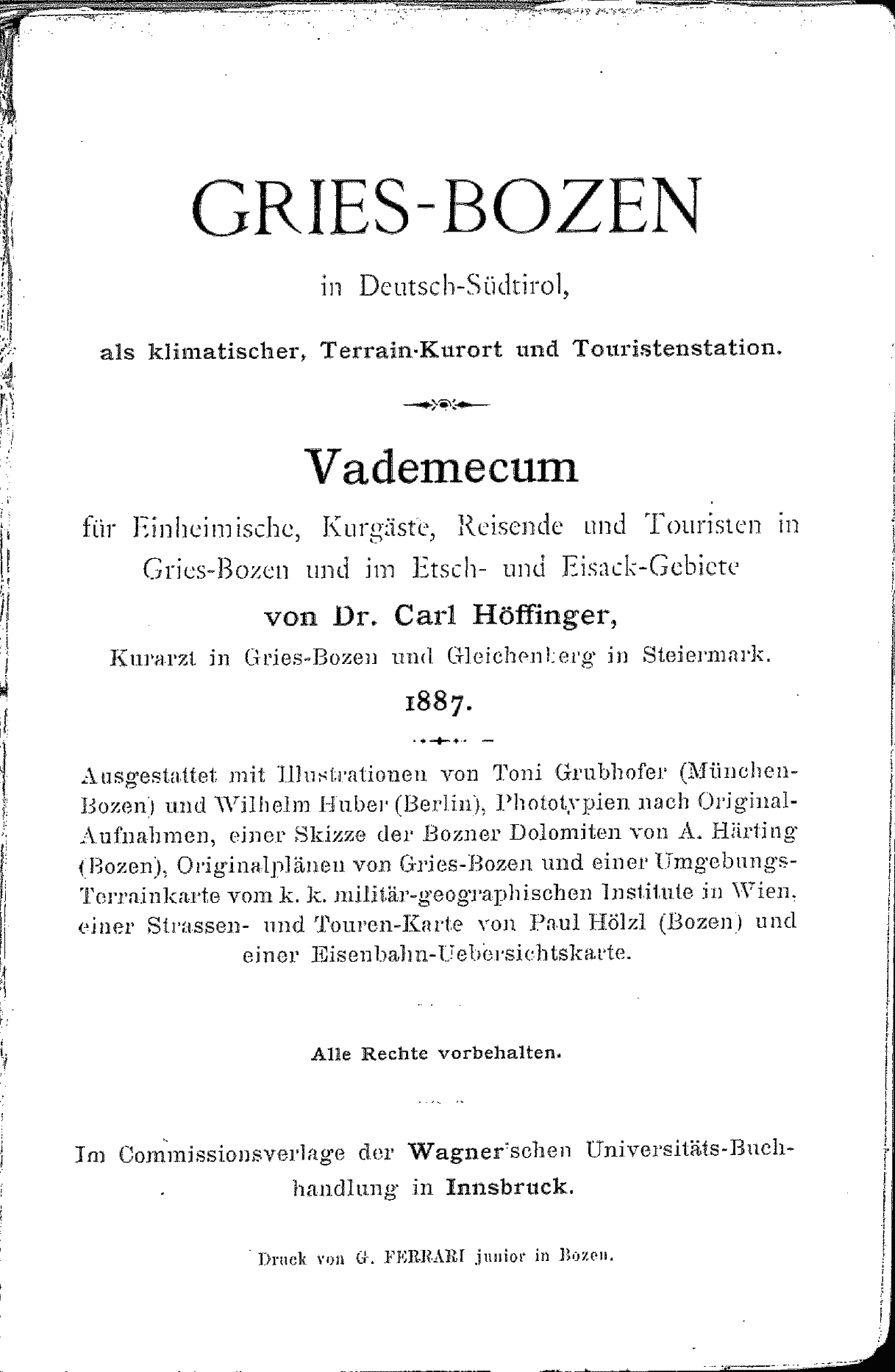
Frontispiz von Carl Höffingers touristischer Ortsmonographie von 1887

Gries ist wie Bozen eine Altsiedellandschaft, worauf zahlreiche ur- und frühgeschichtliche Fundstellen hinweisen. In der Schwefelwasserquelle von Moritzing wurden im späten 19. Jahrhundert etwa 3000 Fingerringe aus dem 1. Jahrtausend v. Chr. gefunden. Eine erste Verdichtung erfolgte in römischer Zeit. Dies wurde durch Ausgrabungen im Areal des Grieserhofs bestätigt, wo 2016 bei Umbauten die qualitätvollen Reste einer Villa rustica aus dem 1. Jahrhundert n. Chr. zu Tage traten. Ein erneuter Aufschwung stellte sich erst wieder ab der Karolingerzeit ein. Im Hochmittelalter waren vor allem die Grafen von Bozen – die Arnoldiner – treibende Kräfte: Sie errichteten gegen Ende des 11. Jahrhunderts im Zentrum des einstigen Cheller (Keller = Weinkeller der bischöflichen Kirche Freising, 1165 erstmals genannt), dem heutigen Gries, einen befestigten Stützpunkt, der ein Gegenpol zu der im späten 12. Jahrhundert von den Bischöfen von Trient begründeten Marktsiedlung Bozen werden sollte. Rund um die von dem später ausgestorbenen Adelsgeschlecht erbaute Burg entwickelte sich eine kleine Siedlung. Der Name Gries tauchte erstmals um 1185/86 (Griaz, Grize) auf und verdrängte erst im 15. Jahrhundert endgültig den alten Namen Keller.
Seit dem Frühmittelalter und bis in die Frühe Neuzeit besaßen zahlreiche bayerische Klöster und Stifte als Grundherrschaften Weingüter in Gries-Quirein; unter ihnen ragen das Hochstift Freising und das Kloster Schäftlarn hervor, die hier seit dem 12. Jahrhundert über ausgedehnte Besitzungen und entsprechende Einkünfte verfügten.
Als der neue Landesherr Meinhard II. „sein“ Gries gegen das bischöfliche Bozen mit Privilegien ausstattete, gewann Gries gegenüber Bozen an Bedeutung – im meinhardinischen Gesamturbar von 1288 ist das Amt Gries (daz ist der gelt ze Gries) mit 78 Einzelposten ausführlich aufgeführt. Dieser Dualismus Gries-Bozen, bestimmt durch Konkurrenz, aber auch durch gegenseitige ökonomische Integration, blieb über mehrere Jahrhunderte bestehen. Ein eigenes Marktrecht (St.-Andreas-Markt) begründete eine starke wirtschaftliche Stellung. Entscheidende Aufwertung erfuhr Gries auch, als der Habsburger Friedrich IV. im frühen 15. Jahrhundert das von der bayerischen Gräfin Mathilde von Valley, Gattin Arnolds III. von Morit-Greifenstein, in den 1160er Jahren gegründete Augustinerchorherrenstift Maria in der Au (am Eisack bei Bozen) in die ehemalige Burg Gries verlegte.
Relativ früh tritt eine eigenständig handelnde Grieser Dorfgemeinschaft in Erscheinung. Schon 1165 agiert sie als ländliche Gemeinde Keller(-Gries; conmunitas de Cella) in Zehntstreitigkeiten und 1190 gleichberechtigt mit der Bozener Gemeinschaft (comunitas plebium de Bauçano et de Kellare) in Angelegenheiten des Flurzwanges, der Allmendenutzung und des Wald- und Weidebesitzes. Als räumliche Grenze der beiden Agglomerationen fungierte die Talfer.
Für die Zeit um 1450/1500 wird eine Einwohnerzahl von ca. 350–400 Personen angenommen – sie „verteilten sich auf knapp 100 steuerpflichtige Hofstellen“. Seit dem späten 15. Jahrhundert wurde die Integration von Gries und Bozen durch die habsburgischen Landesfürsten mit der Schaffung des Landgerichts Gries-Bozen aktiv gefördert. In der von Herzog Sigmund von Österreich-Tirol erlassenen Landgerichtsordnung von Gries-Bozen von 1487 werden als historische Grieser Viertel alle margreid enhalb der Talfer alz zu Gries, am Hoff, am Haingartten, zu Sefers, im Sand, zu sand Jórgen, auff Contschná ausdrücklich genannt und der Grieser Platz (der platz ze Gries vor dem kloster) als Aufgebotsort bestimmt. Die Saltnerordnung von Gries und Bozen aus dem Jahr 1551 nennt als enthalb der Talfer, also im Grieser Gebiet gelegene Hütbezirke eines Weinberghüters die hueten zum hohen Alber, auf dem Graul, zu Threw, Steger torggl, auf dem Rennweg, Pern torggl, am Fagen.

### 19. Jahrhundert

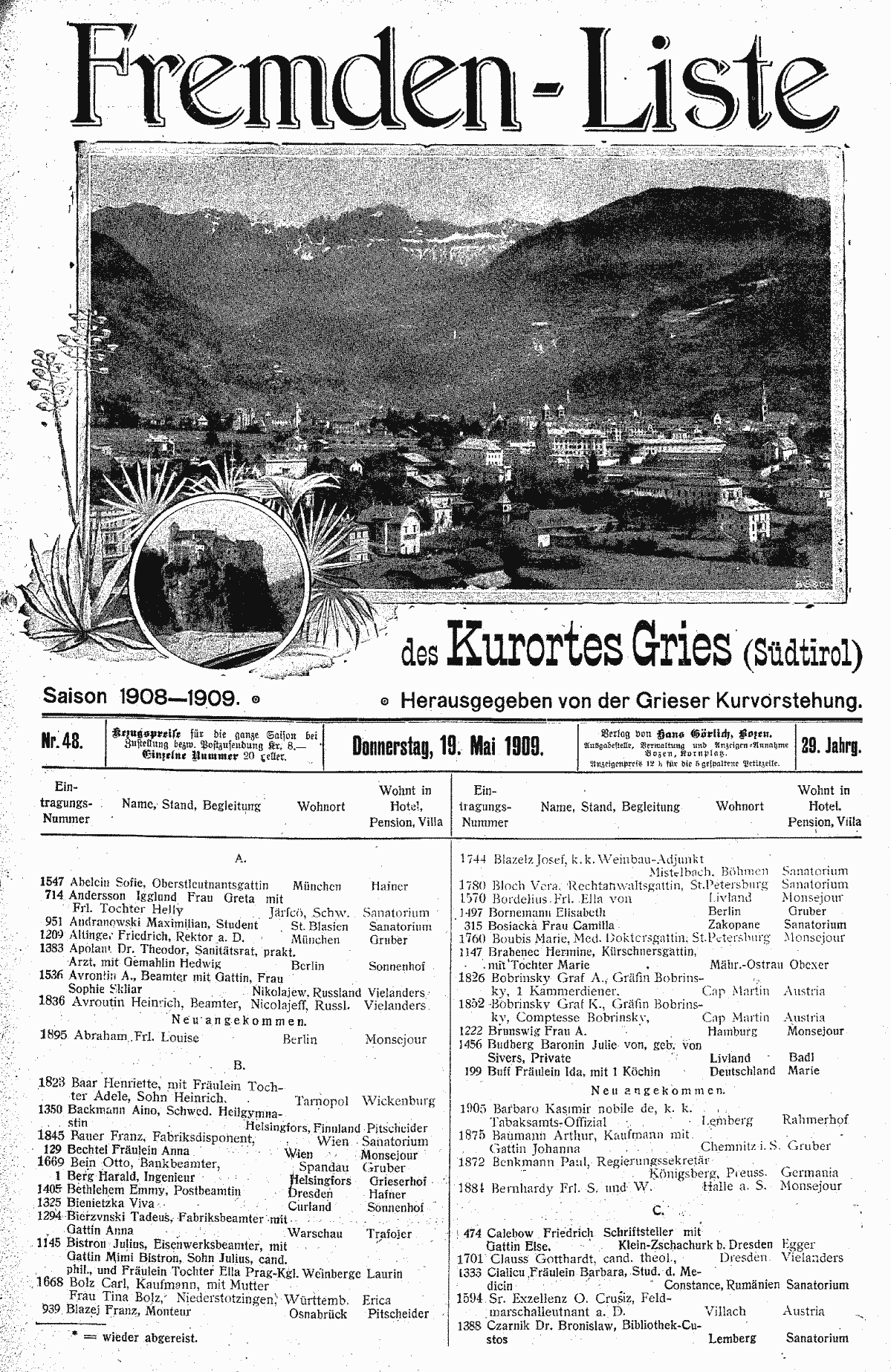
Gästeliste des Kurorts Gries von 1908/09

Die Gemeinde Gries entstand 1849, gleichzeitig mit den Gemeinden Leifers und Zwölfmalgreien, infolge der Aufteilung des alten Magistratsbezirks Bozen.
Im 19. Jahrhundert blühte Gries als Kurort auf und wurde wegen seines milden Klimas insbesondere bei Lungenkrankheiten aufgesucht. Seit 1885 bestand ein eigener Kurverein Gries, der seinen Sitz im Kurhaus (heutige Marcellinenschule) hatte und zunächst von Edmund von Zallinger und sodann von Emil Ritter von Meissner geleitet wurde. Als Kurarzt wirkte im späten 19. Jahrhundert Carl Höffinger, der 1887 auch eine umfassende Ortsmonographie veröffentlichte. Eine eigene Kurmusik wurde von der Eichbornkapelle unter Konzertmeister Lugert geboten. An diese Zeit erinnern unter anderem die 1890–1892 angelegte Erzherzog-Heinrich- oder Guntschna-Promenade, die nach dem Habsburger Erzherzog Heinrich benannt wurde, der seinen Lebensabend in Bozen verbrachte und viel zum Aufschwung von Gries beigetragen hatte. Diese Blütezeit spiegelt sich in den ehemaligen Hotel- und Villenbauten der Zeit (z. B. Sonnenhof, Germania, Austria, Badl, Reichrieglerhof, Villa Aufschnaiter (Grieserhof), Zeltnerheim, Marienheim, Villa Hinträger), den zahlreichen Zuzügen aus der Monarchie und dem Deutschen Reich, der 1906/08 erbauten Evangelischen Christuskirche sowie, als besonders anschaulichem Zeitdokument, dem von der Wiener Sascha 1912 gedrehten und 1913 erstmals vorgeführten Stummfilm Bozen mit dem Luftkurorte Gries. Neben (groß-)bürgerlichen Kreisen reiste auch der mitteleuropäische Adel nach Gries zur Erholung, wie etwa die Grafen Harrach.
Der Baedeker Ostalpen von 1903 (engl. Ausgabe) bot folgende Beschreibung des Kurortes:
„Gries (895'), a village on the right bank of the Talfer, lies ¾ M. to the W. of Botzen, in a sheltered  situation  at  the  base  of  the Guntschna-Berg,  and  is  frequented  by  persons  with  delicate  chests as  a  winter-resort  and  by  convalescents  from  warmer  health-resorts as  a  transition-station.  The  Gothic  Alte  Pfarrkirche  (15th  cent.) contains  a  carved  altar  by  Mich.  Pacher  (1471–75).  The  Stiftskirche is  embellished  with  frescoes  by  Knoller.  Fine  view  of  the  Dolomites from  the  Cemetery.  The  *Erzherzog  Heinrich  Promenade,  which begins  near  the  Sonnenhof,  ascends  the  slope  of  the  Guntschna-Berg  in  easy  windings.  At  the  foot  is  a  marble  bust  of  the  late Archduke  Heinrich,  and  10  min.  farther  up  is  the  Hôtel  Germania (closed  in  summer),  with  a  large  terrace  and  an  admirable  view  of Botzen  and  its  environs.“

### 20. Jahrhundert

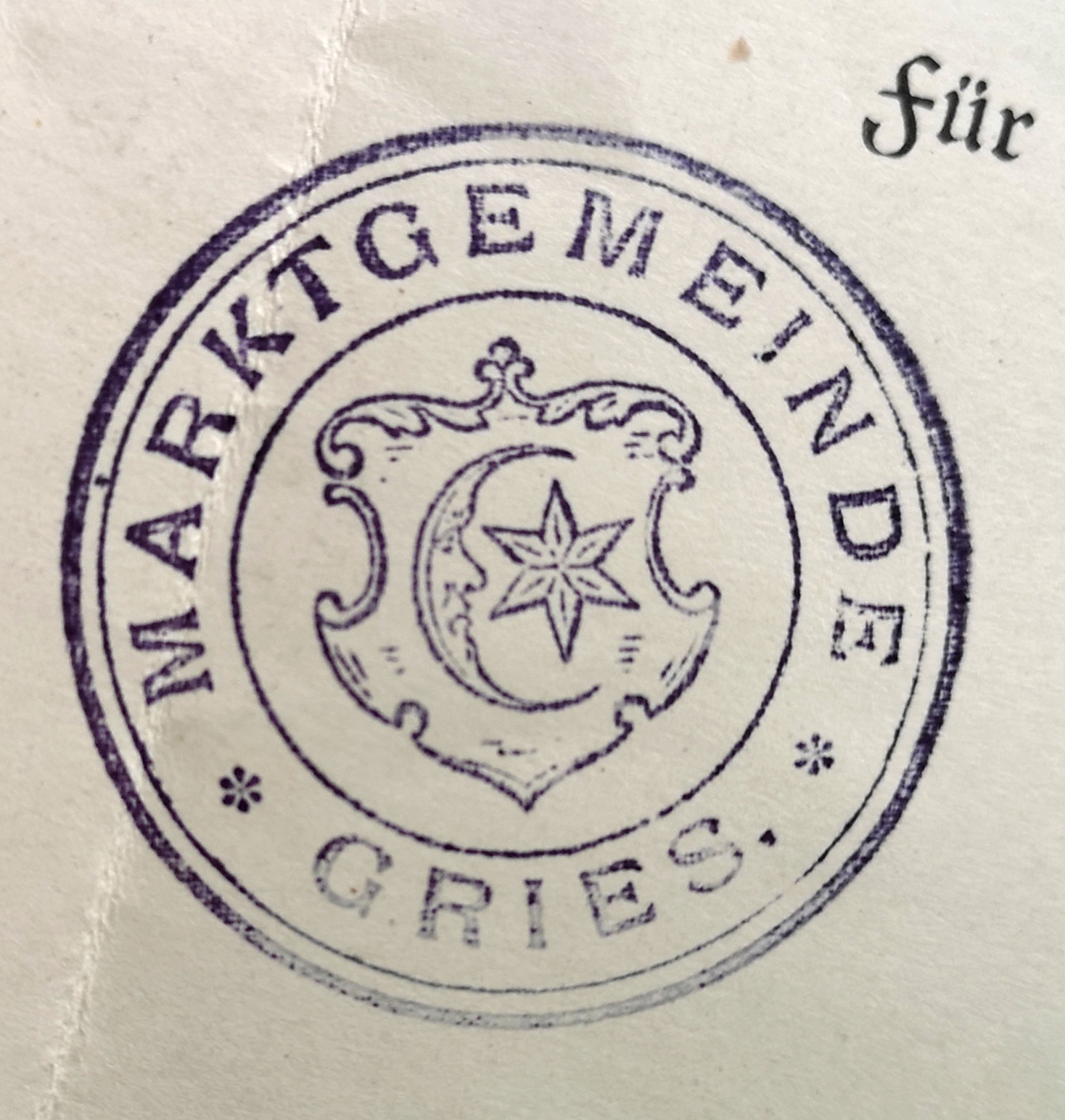
Amtsstempel der früheren Marktgemeinde Gries, vor 1918

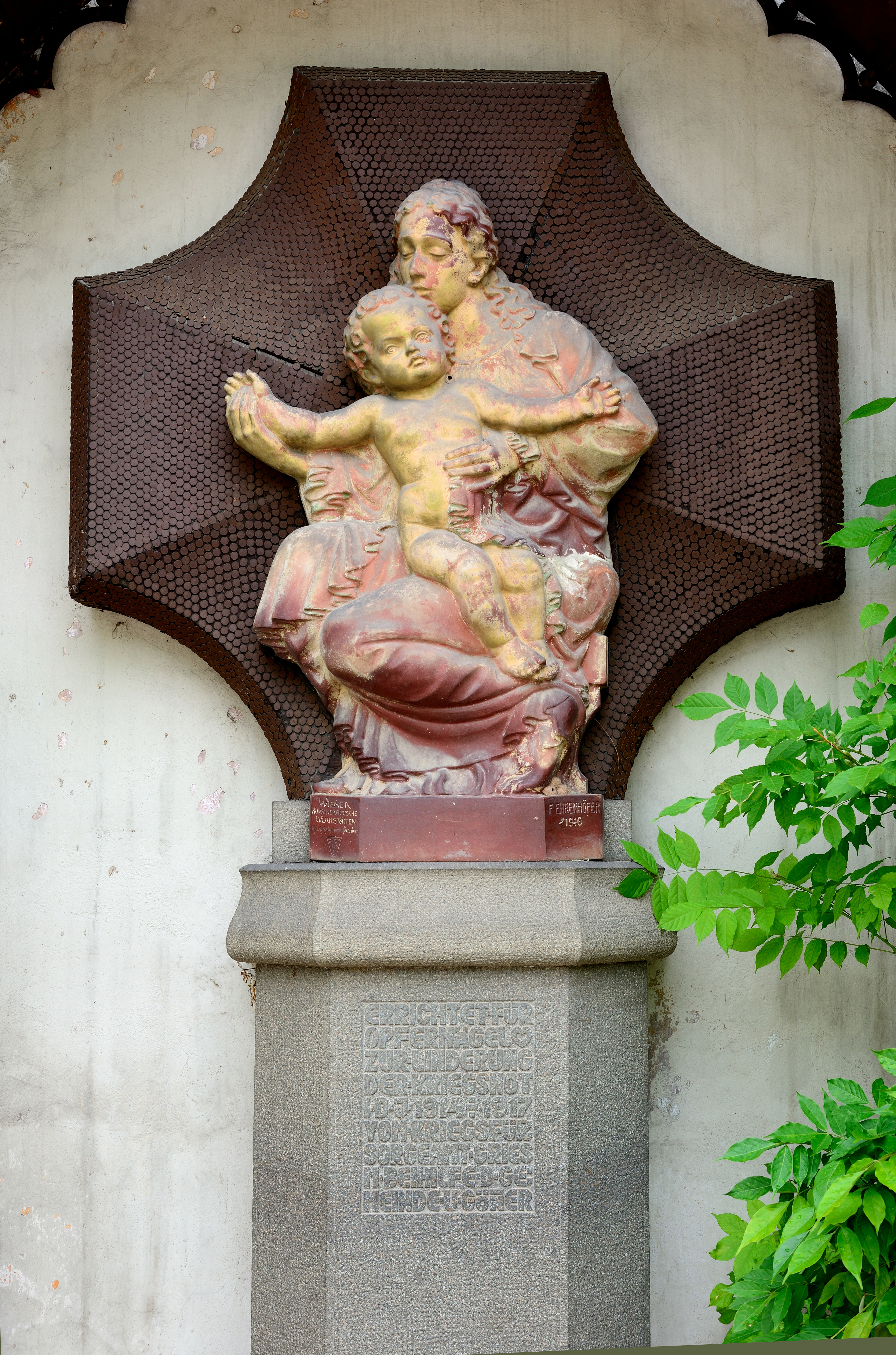
Madonna mit Kind von Franz Ehrenhöfer vor dem benagelten Kreuz (Stift Muri-Gries)

1901 wurde Gries durch Kaiser Franz Joseph I. zur Marktgemeinde erhoben. Im Ersten Weltkrieg wurde in Gries ab 1915 ein Kriegsfürsorgeamt eingerichtet, das Unterstützungsleistungen für die Militärs erbrachte, sowie 1917 an der Westfassade des Stiftsgebäudes von Muri-Gries ein Nagelkreuz errichtet.
1922 wurde in Bozen die Ordensprovinz der Barmherzigen Schwestern begründet, deren Provinzhaus sich in der Grieser Prinz-Eugen-Allee in einem funktionalistischen Neubau der 1970er Jahre befindet.
Nach der von der faschistischen Administration erzwungenen Eingemeindung von Gries nach Bozen zur Jahreswende 1925/26 wurden in den 1930er-Jahren in Gries zahlreiche neue Straßenzüge angelegt (insbesondere die heutige Freiheitsstraße), die das Gerüst des vom Regime gewollten „Groß-Bozen“ bilden sollten. Zahlreiche Gebäude wurden im monumentalistischen Stil errichtet, darunter das sogenannte „Siegesdenkmal“, das Armeekommando, der Parteisitz „Casa Littoria“ (heutiges Steueramt), die Christkönigskirche und das neue Gerichtsgebäude am Gerichtsplatz.
Der Bauboom seit den 1960er-Jahren hat das Siedlungsbild von Gries-Quirein stark verdichtet, wenngleich einzelne, z. T. ausgedehnte Rebflächen dem Siedlungsdruck standgehalten haben und erhalten geblieben sind.
Bis in die Gegenwart hat sich ein gewisses Sonderbewusstsein der Grieser Bevölkerung gegenüber dem übrigen Bozner Stadtbereich erhalten, was seinen Ausdruck in eigenen Stadtteilfesten oder der Selbstbezeichnung als „Grieser(innen)“ (vs. Bozner) findet.

### Namensherkunft
Der Name des heutigen Stadtviertels leitet sich von den historischen Ortsnamen Gries und Quirein ab. Der älteste Name für Gries war Keller, herrührend vom alten Mairhof/Weinkeller (Loffererhof) des bayerischen Hochstifts Freising nahe der alten Grieser Pfarrkirche (mit dem bekannten Marienkrönungsaltar von 1470/73 von Michael Pacher). Mit der Auflösung des Magistratsbezirkes Bozen im Zuge der Gemeindereformen (1849) wurde Gries eigenständige Gemeinde im Bozner Talkessel. Das 1901 von Kaiser Franz Joseph I. zur Marktgemeinde erhobene Gemeinwesen wurde 1925, gegen den Willen seiner Bevölkerung, nach Bozen eingemeindet, weil die faschistische Regierung Platz für ihr italianisiertes Bozen brauchte. Kurioserweise wurde nie ein eigener italienischer Name für „Gries“ erfunden, die deutsche Bezeichnung für Schwemmland bzw. Flussgeschiebe (s. Ettore Tolomei). Dies lag wohl daran, dass Gries zu dieser Zeit in Rioni (Stadtteile) aufgeteilt wurde, die die Namen Rione Venezia, Rione Tiberio, Rione Battisti und Rione Littorio erhielten. Quirein war ursprünglich eine der sieben Ortsteile von Gries, sein Name leitet sich vom heiligen Quirinus von Tegernsee ab. Die Mönche vom Kloster Tegernsee unterhielten am rechten Talferufer Weingüter samt Mairhof und Quirinus-Kapelle; diese wird bereits um 1173/74 in einer Traditionsnotiz des hier ebenfalls begüterten niederbayerischen Benediktinerklosters Biburg als „ad sanctum Quirinum“ ersturkundlich erwähnt und ist im heutigen Guglerhof noch partiell erhalten.

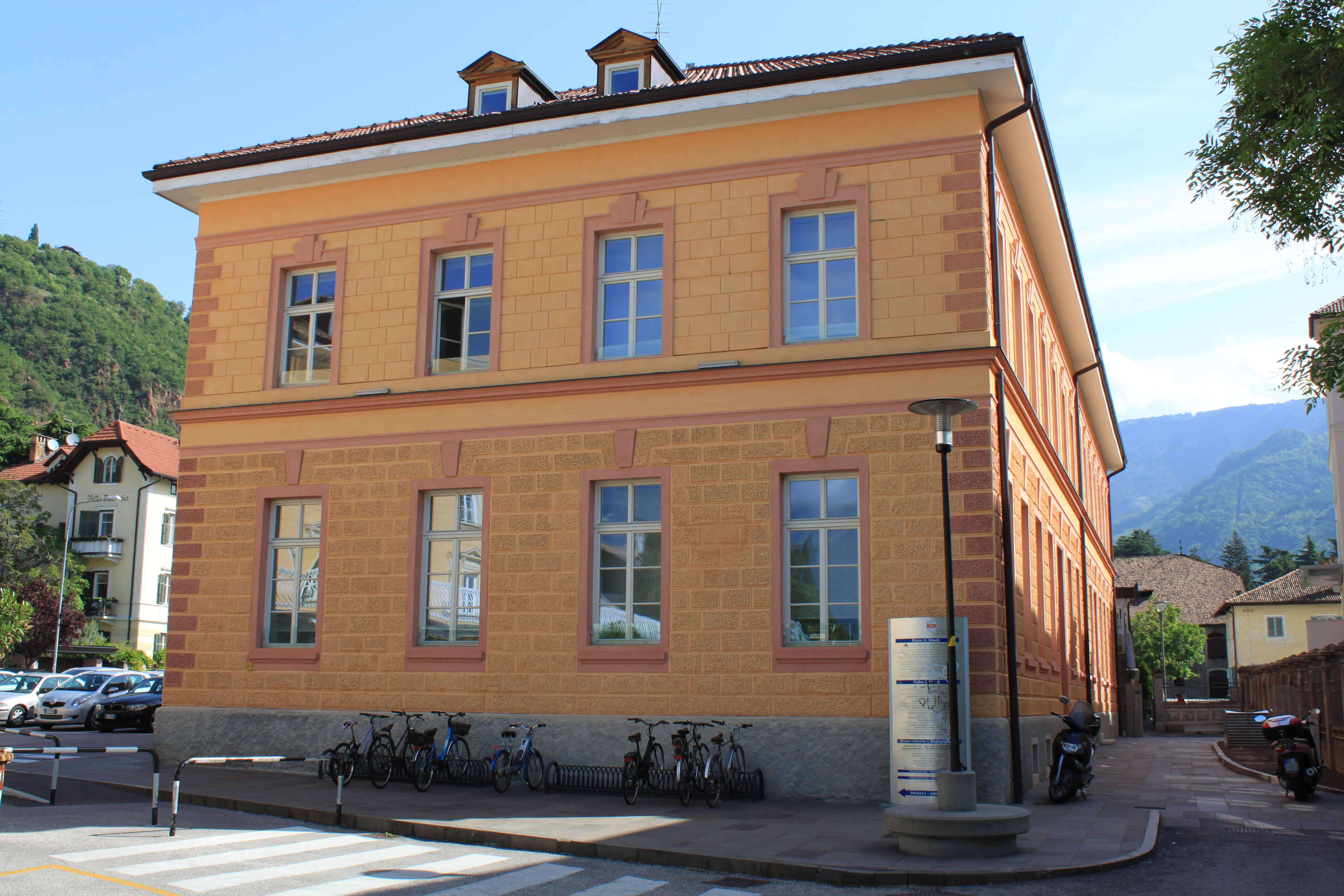
Ehemaliges Gemeindehaus von Gries, 1888–1925

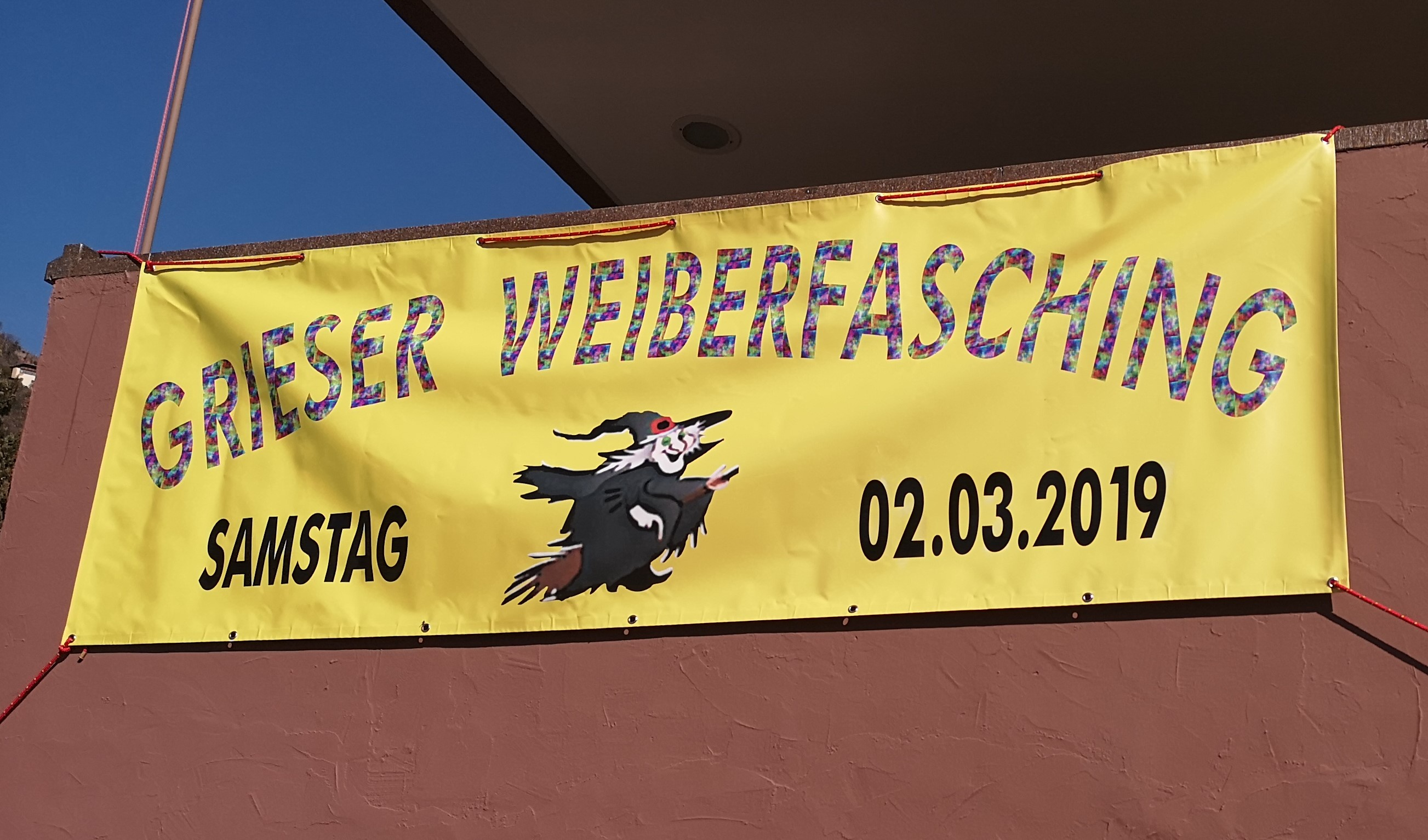
Plakat des Grieser Weiberfaschings, 2019

Heute wird nur mehr der ehemalige Ortskern von Gries mit dem imposanten Benediktinerkloster Muri-Gries (früher Burg Gries bzw. Augustinerchorherrenstift) und der zugehörigen Kirche zum heiligen Augustinus als Gries bezeichnet. Das Dorfbild mit seinem ländlichen Charakter ist als solches erstaunlicherweise weitgehend erhalten geblieben, wodurch Gries nach wie vor als eigene Gemarkung erkennbar bleibt, obgleich seine Grenzen zu anderen Stadtvierteln verschwimmen. Der als kommunikativer Mittelpunkt fungierende Grieser Platz mit seiner beachtenswerten Randverbauung ist zum geschützten Ensemble erklärt worden.

### Bürgermeister der ehemaligen Gemeinde Gries
- Karl von Zallinger: 17. September 1850 – 20. Oktober 1860
- Anton Schmid-Oberrautner: 2. März 1861 – 9. Juli 1876
- Johann Nepomuk Baron von Giovanelli: 24. September 1876 – 3. Dezember 1876
- Franz Tutzer: 14. Januar 1877 – 23. Mai 1886
- Franz Lintner-Unterrautner: 11. Juli 1886 – 7. Dezember 1907
- Josef Mumelter-Möckl: 3. Januar 1908 – 10. Dezember 1925

## Wirtschaft und Infrastruktur

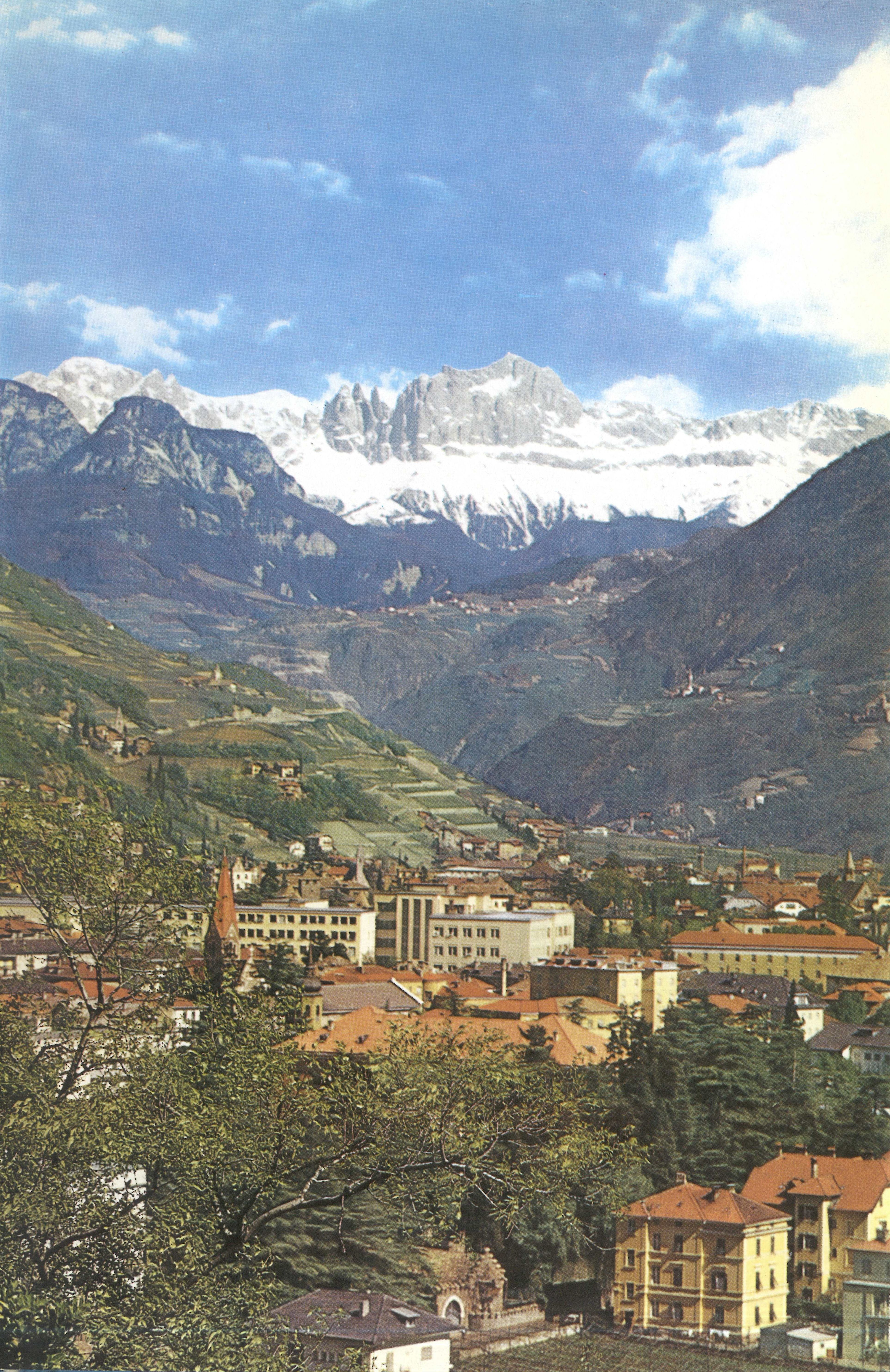
Gries gegen den Rosengarten, 1968

In Gries befinden sich neben dem heutigen Benediktinerkloster und der evangelischen Christuskirche das ehemalige Gemeindehaus (1888 von Sebastian Altmann errichtet; heute Bürgerzentrum Gries-Quirein), das Rai-Funkhaus Bozen der staatlichen Rundfunkgesellschaft Radiotelevisione Italiana (Rai Südtirol, Rai Ladinia, Rai Alto Adige), das alte Theater, das Landesgericht Bozen im Justizpalast, das Regionalkrankenhaus Bozen und das Hauptquartier der italienischen Gebirgstruppen (Alpini).
In Gries wird auch heute noch viel Wein angebaut. Zu den bekannten Sorten zählen Lagrein, St. Magdalener und Merlot. Gekeltert werden sie vor allem von der Kellerei Bozen, der Stiftskellerei Muri-Gries und einer Reihe von Privatkellereien (Egger-Ramer, Griesbauer, Mayr-Nusser, Messner, Pfannenstiel, Rottensteiner, Schmid-Oberrautner).

## Bildung
In Gries-Quirein gibt es zahlreiche Bildungseinrichtungen, die – wie in Südtirol üblich – im Bereich der öffentlichen Primar- und Sekundarstufen nach Sprachgruppen aufgeschlüsselt sind. Über die Stadtgrenzen hinaus gilt Gries als Schulviertel Bozens, weil dort mehrere weiterführende Schulen, die auch Schüler zahlreicher anderer Gemeinden der Umgebung bedienen, ihren Sitz haben.
Zum Angebot an öffentlichen deutschsprachigen Einrichtungen gehören zwei Grundschulen („Gries“, „St. Quirein“) und eine Mittelschule („Adalbert Stifter“). An weiterführenden Schulen sind im Gebiet des Stadtviertels das Klassische, Sprachen- und Kunstgymnasium „Walther von der Vogelweide“, das Realgymnasium Bozen mit der angeschlossenen Fachoberschule für Bauwesen „Peter Anich“, die Wirtschaftsfachoberschule „Heinrich Kunter“ und das Sozialwissenschaftliche Gymnasium mit der angeschlossenen Fachoberschule für Tourismus „Robert Gasteiner“ angesiedelt.
Für die italienische Sprachgruppe gibt es drei Grundschulen („Antonio Rosmini“, „Don Milani“, „Manlio Longon“) und zwei Mittelschulen („Archimede“, „Leonardo da Vinci“). An weiterführenden Schulen sind das Klassische und Sprachengymnasium „Giosuè Carducci“, die Wirtschaftsfachoberschule „Cesare Battisti“, das aus Realgymnasium und Technologischer Fachoberschule bestehende Oberschulzentrum „Galileo Galilei“, die Fachoberschule für Bauwesen „Andrea e Pietro Delai“ sowie das verschiedene Schultypen umfassende Oberschulzentrum „Claudia de’ Medici“ zu nennen. Mit dem „Istituto Marcelline“ am Areal des früheren Grieser Kurhauses besteht auch eine Privatschule.
Zudem haben das Universitäre Ausbildungszentrum für Gesundheitsberufe Claudiana und die Landesbibliothek „Dr. Friedrich Teßmann“ in Gries ihren Sitz.

## Kultur und Vereinswesen

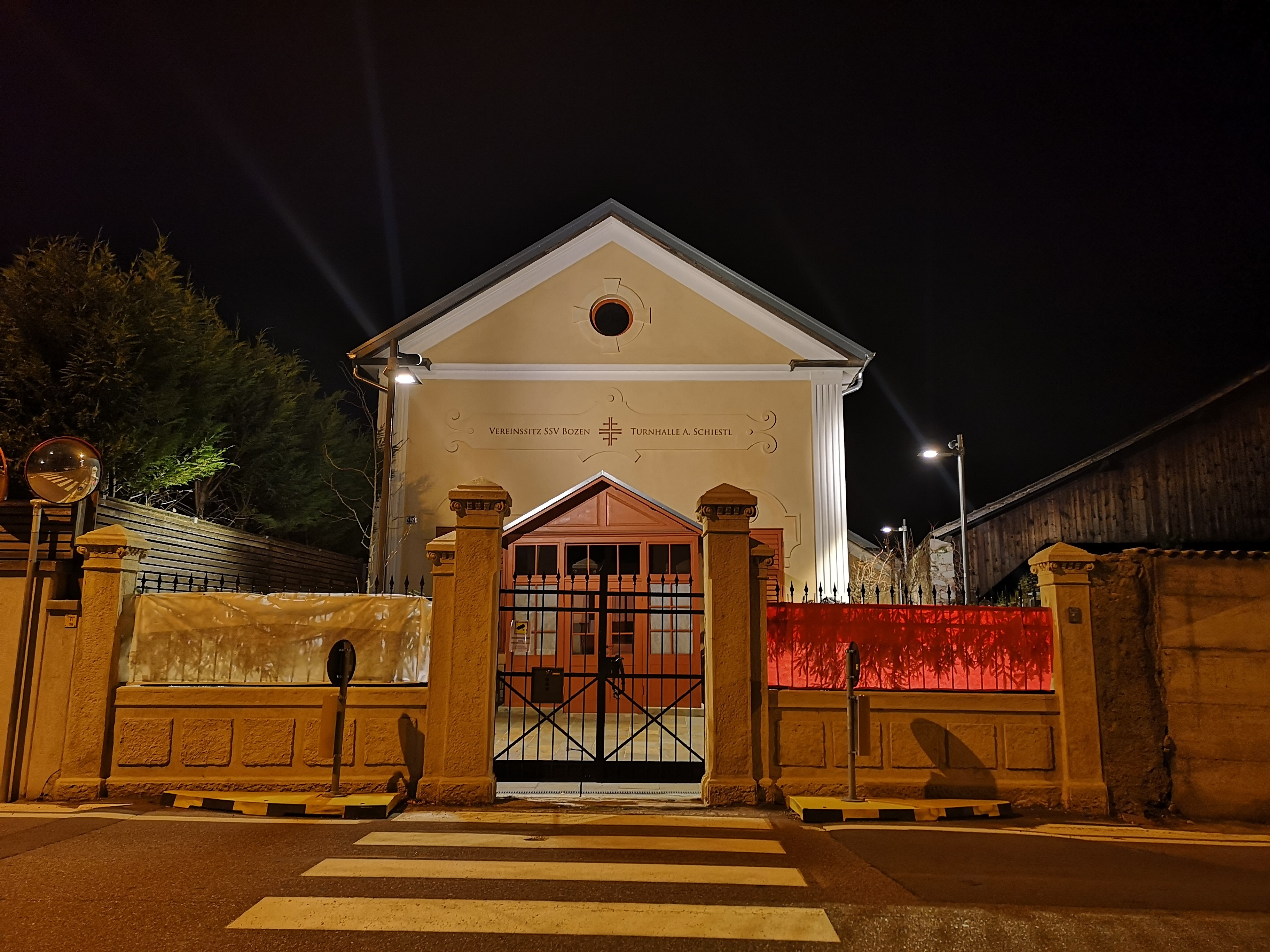
Alte Grieser Turnhalle, Sitz des SSV

In Gries besteht seit 1821 eine eigene Bürgerkapelle Gries (vormals Grieser Musikgesellschaft), die im Kulturheim Gries ihre Probelokale hat. Die Musikschule Gries ist im ehemaligen Gasthof Goldenes Kreuz am Grieser Platz untergebracht. Die Kantorei Leonhard Lechner ist auf das Stift Muri-Gries radiziert.
Seit 1410 gibt es in Gries eine Tiroler Schützenkompanie, die im Jahr 1920 verboten und 1958 als Schützenkompanie „Major Josef Eisenstecken“ Gries wiedergegründet wurde.
1878 wurde die bis heute bestehende Grieser Feuerwehr gebildet, die auf freiwilliger Basis ihren Dienst versieht. Ihr erster Kommandant war Franz Lindner (Lintner), ihr erster Hauptmann Anton Schmid (Oberrautner). Das Feuerwehrheim befindet sich in der Kreuzgasse.
1911 wurde ein eigener Grieser Turnverein begründet, der 1920 vom christlich-deutschen Turnerbund zum Turngau Südtirol übertrat; er wurde, so wie der Turnverein Bozen 1862, 1926 von den faschistischen Behörden aufgelöst.
Am 12. März 1921 wurde der Männergesangsverein Gries gegründet; die Initiative ging von Heinz Messner und Josef Kronberger aus, auf der Generalversammlung vom 1. Oktober desselben Jahres wurden Karl Plunger zum ersten Vorstand und Alfons Warscher zum Chormeister ernannt. Ende 1933 erfolgte das Chorverbot des deutschsprachigen Vereins, welcher 1948 neu gegründet wurde.
Der Stiftspfarrchor geht auf den Augustiner-Propst Franz Josef Schaitter (1698–1752) zurück, der den Chor in der Absicht begründete, die Pfarr- und Konventgottesdienste des Klosters Gries feierlich zu gestalten. Der Chor wurde nach dem Namen des Kirchenpatrons benannt; er gehört zur Kantorei Leonhard Lechner und tritt bei gemeinsamen Kantorei-Konzerten auf. Nach 66 Jahren unter Leitung der Benediktiner-Patres Oswald Jäggi, Kolumban Gschwend und Urban Stillhard steht der Chor seit September 2018 unter der Leitung des hauptamtlichen Kirchenmusikers Dominik Bernhard.
Ebenso besteht in Gries ein örtlicher Theaterverein. In der Telserpassage befindet sich das Stadttheater Gries, eine Einrichtung der Stadt Bozen.
Die unter Denkmalschutz gestellte und behutsam restaurierte Alte Grieser Turnhalle in der Fagenstraße ist seit 2020 Sitz des Südtiroler Sportvereins SSV Bozen.
Seit 1965 besteht die Volksbücherei Gries, deren Einrichtung auf die Initiative von Kurt Maschik zurückging. Die nunmehr als Öffentliche Bibliothek Gries bezeichnete Bibliothek befindet sich ebenerdig im 1974 erbauten Kulturheim Gries, das auch als Veranstaltungsort dient.

## Historische Bauernhöfe
- Föhrner
- Fuchs in Tschams (Fuchs im Loch)
- Mauracher
- Schmid-Oberrautner
- Anreiter

## Burgen, Ansitze und herrschaftliche Bauten
- Burg Treuenstein
- Ansitz Berndorf (Hepperger)
- Ansitz Rottenbuch
- Ansitz Rundenstein (Kofler auf Zeslar)
- Villa Führer
- Villa Grabmayr, Diazstraße
- Villa Monrepos, Guntschnastraße
- Villa Wendlandt (Herzogspalais)
- Villa Zeltnerheim (Grünwald-Boscoverde)

## Ehem. Hotels und historische Gasthöfe
- Goldenes Kreuz
- Grieserhof
- Hotel Austria
- Hotel Badl
- Hotel Germania
- Reichrieglerhof
- Hotel Sonnenhof

## Sakralbauten
- Alte Pfarrkirche Gries
- St. Georgen (Gries)
- St. Jakob am Sand
- St. Mauritius in Moritzing
- Ehem. Quirinuskapelle
- Abtei Muri-Gries mit Stiftskirche zum hl. Augustinus
- Evangelische Christuskirche
- Christkönigskirche
- Kirche der Unbeschuhten Karmeliten

## Attraktionen
- Guntschnapromenade

## Persönlichkeiten

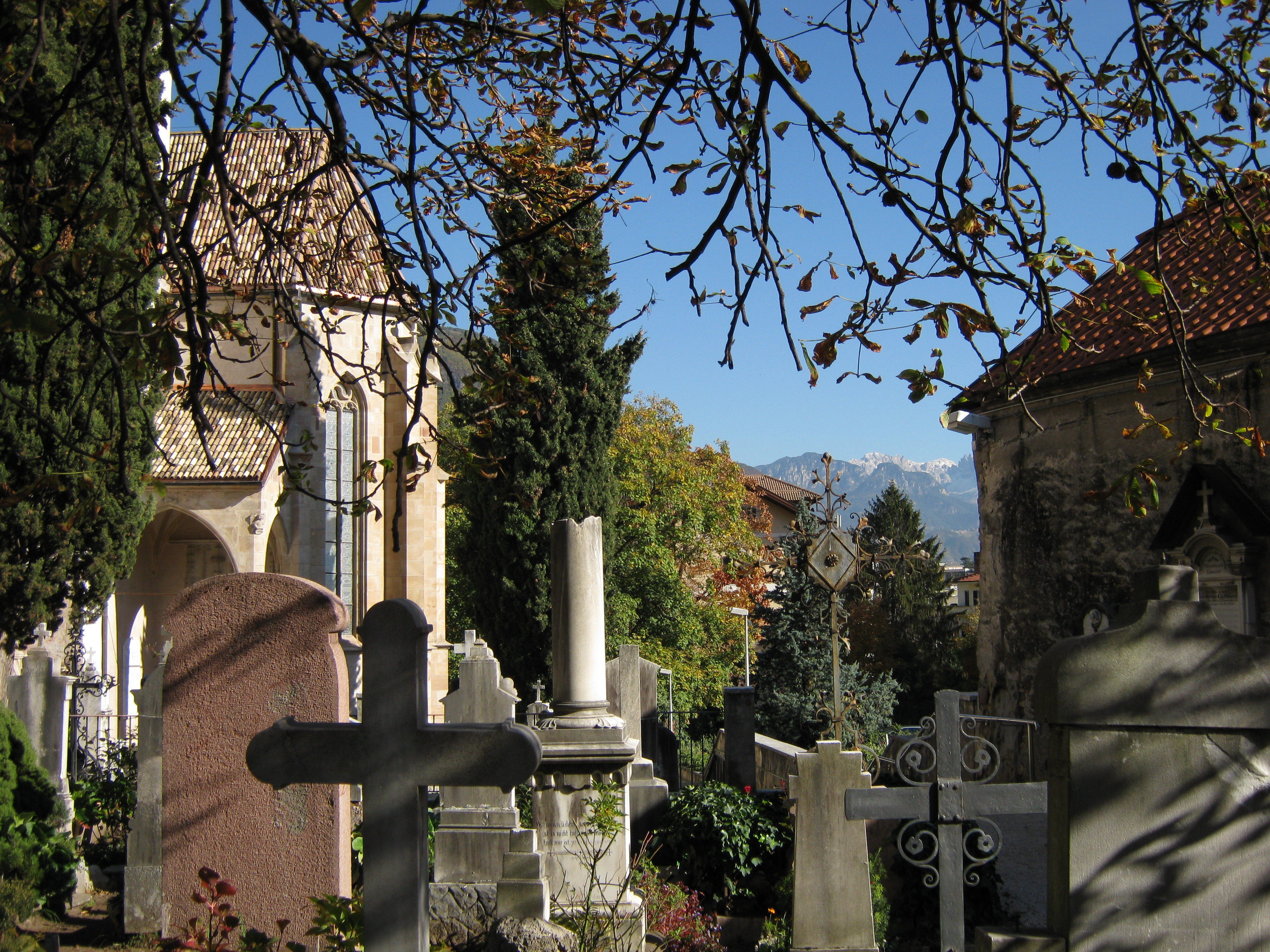
Der historische Friedhof von Gries bei der Alten Pfarrkirche

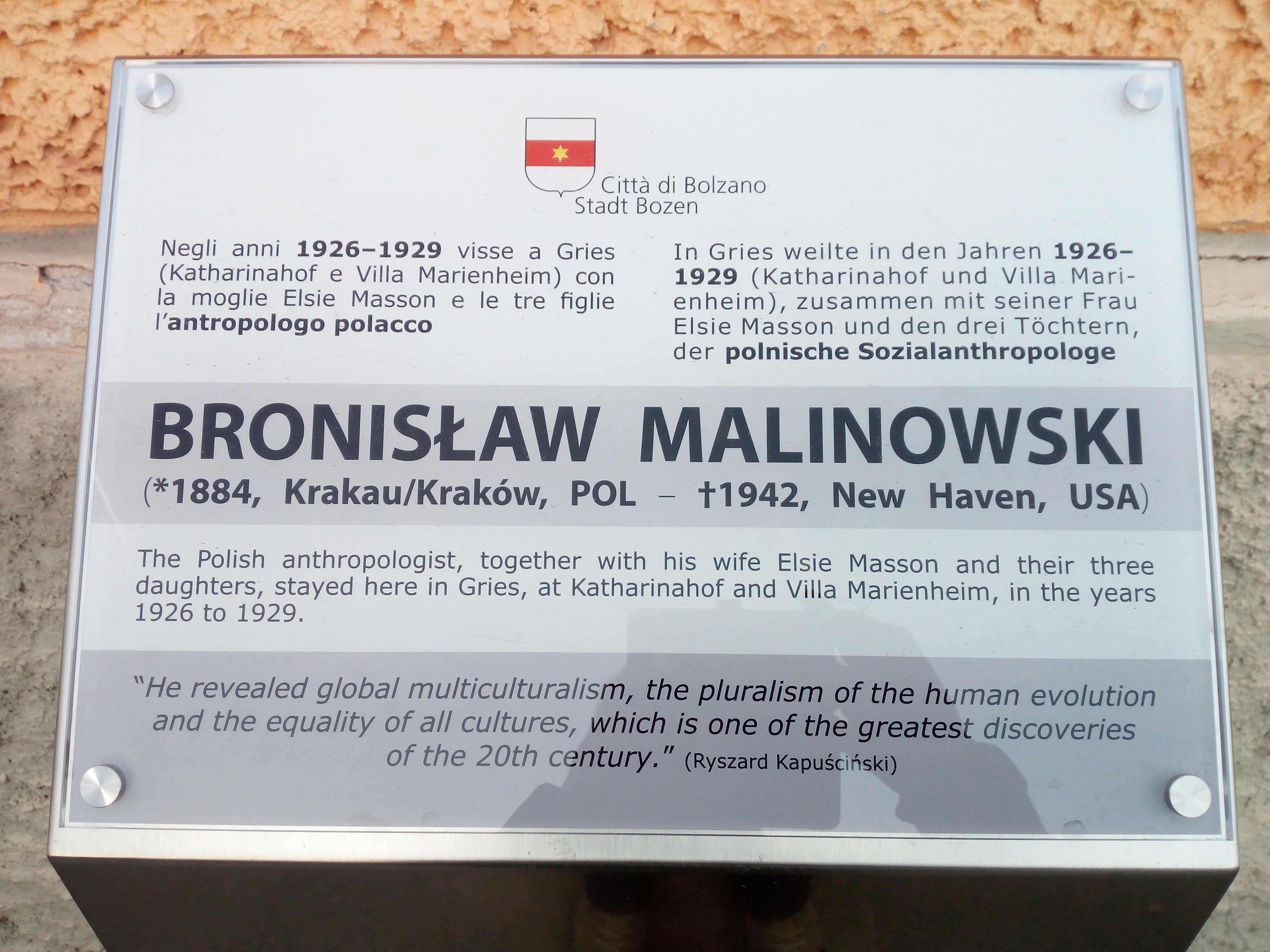
2017 vor dem Alten Grieser Rathaus enthüllte Gedenktafel zur Erinnerung an den Grieser Aufenthalt von Bronislaw Malinowski und Elsie Masson in den 1920er Jahren

### Im Ort geboren
- Georg Johann Spezger (1801–1856), Maler[39]
- Minna Ottilie Scholvien-Wendlandt (1830–1907), Wohltäterin und Unternehmerin
- Anna Beatrice Theresia Maria von Österreich-Este, Tochter von Adelgunde Auguste von Bayern und Franz V. Ferdinand, geb. 1848 in der Villa Aufschnaiter, gest. 1849 in Modena[40]
- Oskar Meyer (1858–1943), Ingenieur und Politiker
- Josef Mumelter-Möckl (1863–1937), k.k. Major und letzter deutscher Bürgermeister der Marktgemeinde Gries bei Bozen
- Anton Pardatscher (1869–1922), Architekt
- Carlos Maria de Bourbon (1870–1949), Neffe des letzten Königs beider Sizilien Franz II.
- Alois Puff (1890–1973), Offizier der Tiroler Kaiserjäger, Politiker und Gründungsmitglied der Südtiroler Volkspartei (SVP)
- Ambros Trafojer (1891–1974), Benediktinermönch von Muri-Gries und Fotograf
- Franz Tumler (1912–1998 in Berlin), südtirolisch-österreichischer Schriftsteller
- Jörg Böhler (1917–2005), österreichischer Unfallchirurg
- Karl Mitterdorfer (1920–2017), deutscher Jagdflieger, ehem. Landeskommandant der Südtiroler Schützen und italienischer Politiker
- Pietro Mitolo (1921–2010), italienischer Politiker
- Hertha Jung (1921–2009), Volkskammerabgeordnete der DDR (DFD), Sekretärin des Bundesvorstandes des DFD
- Luis Amplatz (1926–1964), Südtiroler Freiheitskämpfer
- Herbert Rosendorfer (1934–2012), deutscher Schriftsteller und Jurist
- Benno Malfèr (1946–2017), Benediktinermönch, Abt von Muri-Gries

### Im Ort verstorben oder begraben
- Josef Eisenstecken (1779–1827), Tiroler Freiheitskämpfer und k.k. Major
- Ludwig Neelmeyer (1814–1870), deutscher Maler
- Heinrich-Carl Hedrich (1816–1900) und seine Frau Agnes geb. Käferstein (1826–1900), deutscher Mühlenbaumeister und Fabrikbesitzer
- Bernhard von Wüllerstorf-Urbair (1816–1883), österreichischer Vizeadmiral, Handelsminister und Weltumsegler
- Max Haushofer Jr. (1840–1907), deutscher Nationalökonom
- Karl Ritter von Müller (1821–1909), deutscher Ingenieur und Wohltäter
- Ferdinand Laub (1832–1875), tschechischer Geiger
- Rudolf Grosch (1834–1911), deutscher Unternehmer
- Hans von Hoffensthal (1877–1914), Arzt und Schriftsteller
- Heinrich Noë (1835–1896), bayerischer Schriftsteller
- Adolf Stoecker (1835–1909), deutscher Theologe und Politiker
- Anna Gatterburg-Gudenus (1838–1917), Sternkreuzordens-Dame
- August Tombo (1842–1878), deutscher Harfenist
- Josef Tarneller (1844–1924), Historiker und Namenkundler
- Philipp Wilhelm von Schoeller (1845–1916), deutsch-österreichischer Unternehmer und Bankier sowie Kunstfotograf
- Wilhelm Kürschner (1869–1914), Architekt und Bozner Stadtbaumeister
- Ljubow F. Dostojewskaja (1869–1926), Tochter Fjodor Dostojewskis
- Eduard Lucerna (1869–1944), österreichischer Komponist

### Längerer Aufenthalt im Ort
- Ab 1885 lebte der österreichische Lyriker und Schriftsteller Albrecht von Wickenburg (1838–1911) in Gries.
- Im frühen 20. Jahrhundert leitete Emil Ritter von Meißner die Kurvorstehung Gries-Bozen, die im Kurhaus (heutige Marcellinenschule) ihren Sitz hatte.
- Der polnische Sozialanthropologe Bronislaw Malinowski (1884–1942) und seine Ehefrau Elsie Masson bewohnten in den Jahren 1926–1929 den Katharinahof bzw. Villa Marienheim; beiden wurde 2017 eine Gedenktafel vor dem alten Gemeindehaus gewidmet.
- Ab 1919 wohnte der Weltgeistliche und Namenkundler Josef Tarneller im Stift Muri-Gries.
- Ab 1950 bis zu seinem Tod 1963 wirkte in Gries der Kirchenmusiker Oswald Jaeggi, Benediktiner von Muri-Gries.
- Um die vorletzte Jahrhundertwende wirkte in Gries jeweils während der Wintersaison der Kurarzt Carl Höffinger, während er zur Sommersaison in Bad Gleichenberg ordinierte.